# Azotan glinu
Azotan glinu, Al(NO3)3  – nieorganiczny związek chemiczny, sól kwasu azotowego i glinu na +3 stopniu utlenienia. Związek ten występuje jako nonahydrat Al(NO3)3·9H2O. Krystaliczne ciało stałe, higroskopijne, o słabym zapachu kwasu azotowego. Wodne roztwory mają odczyn kwaśny. Wykorzystuje się go przy produkcji włókien do żarówek oraz jako katalizator przy rafinacji ropopochodnych.

## Otrzymywanie
Otrzymywany w reakcji wodorotlenku glinu z kwasem azotowym:
Al(OH)3 + 3HNO3 → Al(NO3)3 + 3H2O
Otrzymywany także w reakcji azotanu ołowiu z siarczanem glinu:
Pb(NO3)2 + Al2(SO4)3 → Al(NO3)3 + PbSO4↓